# 女王蜂 (1958年の映画)
『女王蜂』（じょおうばち）は、1958年製作・公開、新東宝製作・配給、田口哲監督の日本映画である。

## 略歴・概要
本作は1958年、新東宝が製作し、新東宝撮影所（現在の東京メディアシティ）でセット撮影を行い完成した。同社のプロデューサー佐川滉が牧源太郎の名で書いた小説を原作に、内田弘三が脚色、脚本として執筆したものである。同年2月15日に劇場公開され、新東宝は本作につづき、久保菜穂子を主演に、監督は石井輝男に交代して続篇の『女王蜂の怒り』を製作、同年末の12月28日に公開した。以降、同社は、主演を三原葉子に交代して、石井輝男監督『女王蜂と大学の竜』（1960年）、小野田嘉幹『女王蜂の逆襲』（1961年）を製作・公開した。
2002年5月1日、同社の権利を引き継ぐ国際放映が発売元、テック・コミュニケーションズが販売元としてDVDを発売、2005年10月28日には、同様の発売元・販売元が『新東宝映画傑作選BOX COOL & VIOLENCE COLLECTION II』を編み、小森白監督『無警察』（1959年）、土居通芳監督『黒い乳房』（1960年）とともに3作をボックスに収めた。

## スタッフ・作品データ
- エグザクティヴプロデューサー（製作） : 大蔵貢
- プロデューサー（企画） : 佐川滉
- 監督 : 田口哲
- 原作 : 牧源太郎
- 脚本 : 内田弘三
- 撮影 : 西本正
- 照明 : 関川次郎
- 美術 : 梶由造
- 録音 : 村山絢二
- 助監督 : 武部弘道
- 製作主任 : 永野裕司
- スチール : 式田俊一
- 音楽 : 伊藤宣二

- 上映時間（リール数、メートル数） : 76分 （8巻、2,074メートル） [2]
- フォーマット : 白黒映画 - スタンダードサイズ（1.37:1） - モノラル録音 [2]

## キャスト
クレジット順
- 久保菜穂子 - お竜
- 中山昭二 - 由利俊介
- 大谷友彦 - 康次
- 大空真弓 - 由美
- 横山運平 - 鉄太郎
- 小倉繁 - 五十嵐岳堂
- 天知茂 - 真崎
- 三原葉子 - マキ
- 小高まさる - 留吉
- 鈴木信二 - 富島
- 城実穂 - 美沙
- 泉田洋志 - 辰吉
- 大江満彦 - 鉄
- 川部修詩 - 宮川
- 高松政雄 - 大田原
- 国創典 - 真崎の秘書
- 原聖二 - 俊介の友達（海員）
- 加藤欣子 - 料亭の女将
- 広瀬康治 - 中金（お竜方）
- 上野綾子 - 女給A
- 浜野桂子 - 女給B
- 江畑絢子 - 大塚千代子
- 御木本伸介 - その夫
- 築地博 - 仙吉
- 河村順子 - キャバレーの歌手

## シリーズ作品
1. 女王蜂 - 監督田口哲、主演久保菜穂子、1958年
2. 女王蜂の怒り - 監督石井輝男、主演久保菜穂子、1958年
3. 女王蜂と大学の竜 - 監督石井輝男、主演三原葉子、1960年
4. 女王蜂の逆襲 - 監督小野田嘉幹、主演三原葉子、1961年